# Речные пограничные катера проекта 1398
Речные пограничные катера проекта 1398 — советские речные пограничные катера, шифр проекта «Аист». Предназначались для охраны государственной границы СССР на реках, озерах и в прибрежных районах Финского залива.

## История строительства и службы
В послевоенные годы возникла потребность в рейдовом катере для специальных нужд пограничных войск: патрулирования акваторий, перевозки пограничных нарядов с боевым снаряжением и собаками, доставки грузов. В сентябре 1967 года был построен и прошел испытания головной катер проекта, после чего началось серийное строительство, порученное судостроительному заводу «Море» в г. Феодосии.

## Модификации
- проект 1398Б
- проект 1398Т
- проект 13982 — гражданский вариант повышенной комфортности
- проект 13987 (шифр «Боец»)

## Памятники
В 2023 году один катер, переданный Хабаровским судостроительным заводом, был установлен в селе Казакевичево Хабаровского края в честь 105-летия Пограничной службы ФСБ России